# Thrash metal
Thrash metal (ili jednostavno thrash) podvrsta je heavy metal glazbe, za koju se smatra da karakteristikama (često socijalnim i politički angažiranim tekstovima), odnosno brzim gitarskim ritmovima i solo dionicama te agresivnim stilom pjevanja, utjecaje vuče iz engleskog punk pokreta, odnosno njegova kraja koncem 1970. godine. Tako se često obrade pjesama punk sastava mogu naći na albumima thrash velikana poput Slayera, Metallice, Overkilla ili Nuclear Assaulta. 
Pojam se najčešće pogrešno prevodi kao "trash" (eng. smeće) metal, iako pojam "thrash" znači "mljeti, drobiti.".

## Predstavnici pravca
Autori i danas dvoje oko toga koji bi sastav odredio i definirao kategoriju thrash metala, pritom uglavnom zbog sklonosti okultnim i eksplicitnim tektovima, navodeći Black Sabbath, iako je thrash metal nastao mnogo godina nakon osnivanja Black Sabbatha. Kao reprezentativni predstavnici pravca često su neopravdano izdvajani pripadnici famozne "četvorke": Metallica, Slayer, Megadeth i Anthrax, koji su sredinom 1980-ih i početkom 1990-ih godina, zbog jakog utjecaja MTV-a, postali iznimno komercijalni, no na svom početku su bili vrlo važni za thrash. Unatoč tome, po stavovima većine ljubitelja žanra, jezgra thrash metala bila je i ostala u Bay Area sceni (Exodus, Testament, Heathen), te sastavi poput Nuclear Assault, Overkilla, Sadus, Sabbat, Vio-lence, Dark Angel, Sepultura, Darkstar, Sodom, Kreator, i drugi.

## Razvoj
Thrash metal kroz narednih 20-ak godina evoluira, pri čemu se "šire" i definicije pojma "thrash metala". Tako se glazba sastava Watchtower kategorizira kao "technic" thrash, glazba sastava Prong kao "groove thrash", glazba sastava "Trivium" kao "nu-thrash", glazba sastava  Pantera kao "thrash core" i sl. 
Potrebno je istaknuti da se jasna razlika između žanrova metala i danas ne zna, pa se događa da se sastavi pojavom novih stilova, odnosno protekom vremena, kategoriziraju u različite kategorije metala. Tako se npr. glazba sastava Helloween tijekom 1980-ih godina kategorizirala kao "pure" heavy metal, a danas se naziva "Euro" ili "power" metalom, dok se, zanimljivo, "power metal" glazbom 1980-ih nazivala i glazba sastava "Pantera" ili sastava "Annihilator". Dakako, govorimo o različitim tumačenjima autora i recenzenata žanra. 
Često se thrash metalu prišivala etiketa "mrtvog", odnosno neinovativnog žanra, što su u posljednjih nekoliko godina u potpunosti demantirali sastavi poput Exodusa, Onslaughta, Overkilla ili Destructiona, izdavanjem thrash albuma koje su istaknule thrash kao temelj u razvoju svih žanrova metala. 

## Regionalne scene
Poput mnogih glazbenih žanrova thrash također posjeduje nekoliko regionalno baziranih scena, od kojih se svaka razlikuje po određenim specifičnostima, poglavito zvuka.  
- Bay Area scena: Bay Area se često naziva i kolijevkom thrasha, budući su sastavi koji potječu iz iste pokrenuli masovnu pojavu novih thrash metal sastava diljem svijeta. Većina ovih sastava je bila inspirirana Novim valom britanskog heavy metala (NWOBHM). Značajni sastavi koji potječu s ove scene su Metallica, Testament, Megadeth, Exodus, Slayer, Vio-lence, Forbidden, Heathen.....

- East coast (New York/New Jersey) scena: sastavi s istočne obale su više bili inspirirani punk i hardcore punk zvukom. Najznačajniji predstavnici ove scene su:  Anthrax, Nuclear Assault, Overkill, Whiplash, kao i crossover sastavi S.O.D. i Method of Destruction (M.O.D.).

- Teutonic thrash, odnosno Njemačka scena: od sredine 80.-ih njemačka je iznjedrila čitav niz thrash sastava koji su uspjeli razviti vlastiti zvuk i stil. Najpoznatiji predstavnici ove scene su: Kreator, Destruction, Sodom, Tankard i Holy Moses.

- Kanadska scena: Kanadska scena je sredinom 80.-ih također iznjadrila nakoliko značajnih predstavnika kao što su: Anvil, Voivod, Razor, Annihilator, Infernäl Mäjesty i slični.

- Brazilska scena: Brazilska thrash scena se odlikuje uporabom mnogih death metal riffova. Najpoznatiji predstavnici su Sepultura, Executer, MX, Korzus i Sarcofago.

- Australska scena: Iako su bili daleko od glavnih thrash scena, ipak su uspjeli stvoriti vlastitu scenu. Najpoznatiji predstavnici su Mortal Sin Hobbs' Angel of Death, Slaughter Lord i Armoured Angel, Mortification.

- Britanska scena: Britanska scena je krajem 80.-ih također iznjedrila mnoge utjecajne sastave poput Onslaught, Xentrix, Sabbat, Atomkraft i Acid Reign, ali niti jedan britanski thrash metal sastav nije polučio niti približan uspjeh poput američkih ili njemačkih sastava.